# Jan Mankes
Jan Mankes, né le 15 août 1889 à Meppel (Drenthe) et mort le 23 avril 1920 à Eerbeek, est un peintre néerlandais. Il réalise environ deux cents peintures, une centaine de dessins et une cinquantaine de copies d'œuvres, avant de mourir de la tuberculose à l'âge de trente ans.
Il s'exerça à des genres picturaux variés : autoportrait, paysages et peinture animalière. Son œuvre est aujourd'hui essentiellement exposée aux Pays-Bas, dans le Musée d'art moderne d'Arnhem, le Musée du Belvédère de Heerenveen et le Musée MORE à Gorssel.

## Biographie
Mankes avait la réputation de mener une vie d'ascète, choisissant de s'isoler des principaux centres culturels du pays (Amsterdam, Utrecht). Il travailla essentiellement dans un petit village de Frise, De Knipe, situé à quelques kilomètres de Heerenveen. Il se tenait cependant informé des évènements politiques et de la vie artistique en lisant la presse écrite et des magazines que lui apportaient des amis. Il vécut également quelques années à La Haye, puis à Eerbeek dès qu'il tomba malade.
À partir de 1909, il est soutenu financièrement par le mécène A. A. M. Pauwels (1875-1952), un marchand de tabac et collectionneur d'art de La Haye. La correspondance de Mankes et Pauwels, dans laquelle le peintre remercie son bienfaiteur pour l'argent et le matériel qu'il lui fait parvenir, a été publiée en 2012 par l'Institut néerlandais pour l'histoire de l'art (Rijksbureau voor Kunsthistorische Documentatie).

## Style et technique
Il est parfois rattaché au courant réaliste symbolique, bien que l'historien de l'art Carol Peeters estime que le caractère abstrait de certaines œuvres n'en fait ni un peintre réaliste, ni un peintre symboliste. En utilisant la peinture à l'huile, il parvenait à créer une impression de transparence, notamment en travaillant avec le blanc, en donnant un lustre perlé à la couleur par des touches au pinceau doux. Des critiques d'art ont notamment remarqué que, dans ses autoportraits, cette technique donne à sa peau blanchâtre une apparence maladive.  
Mankes étudiait longuement et dessinait des esquisses de ses sujets (le plus souvent des animaux et des oiseaux), « jusqu'à les connaître par cœur et les peindre de mémoire ». L'un de ses animaux préférés était un hibou empaillé envoyé par Pauwels, qu'il conservait dans sa chambre. 

## Galerie

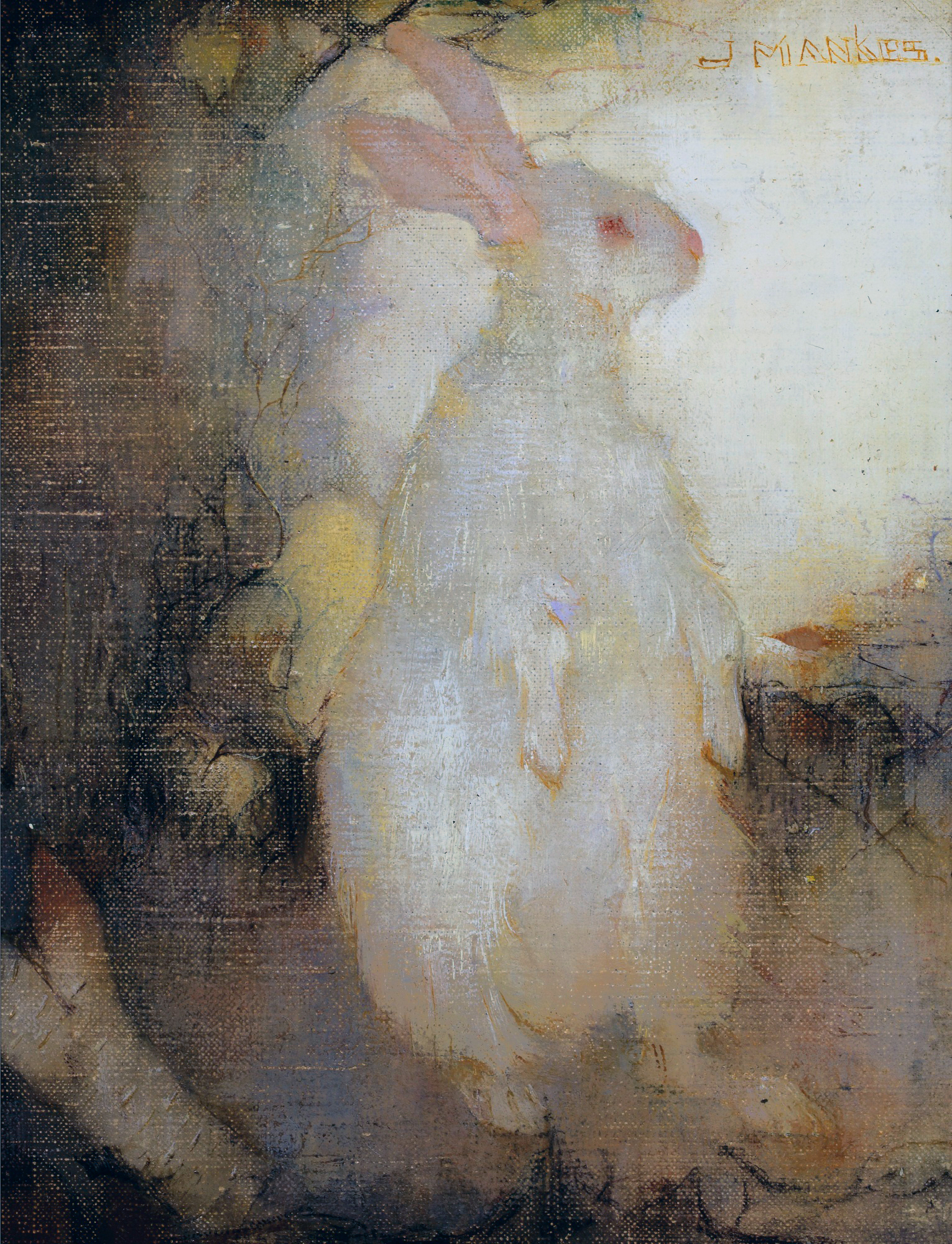
Lapin blanc (1910)
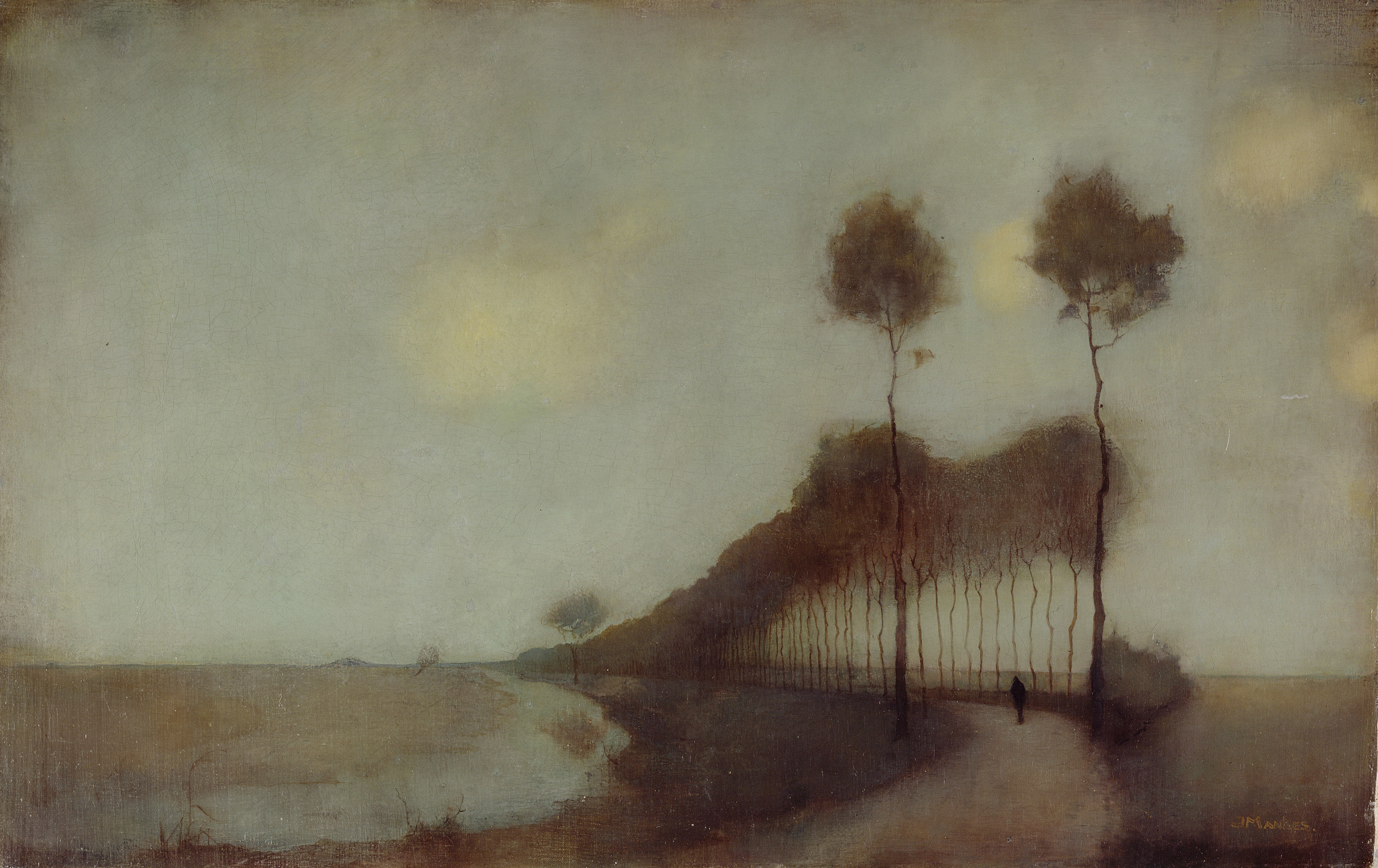
La Route des merveilles près d'Oranjewoud (1912)
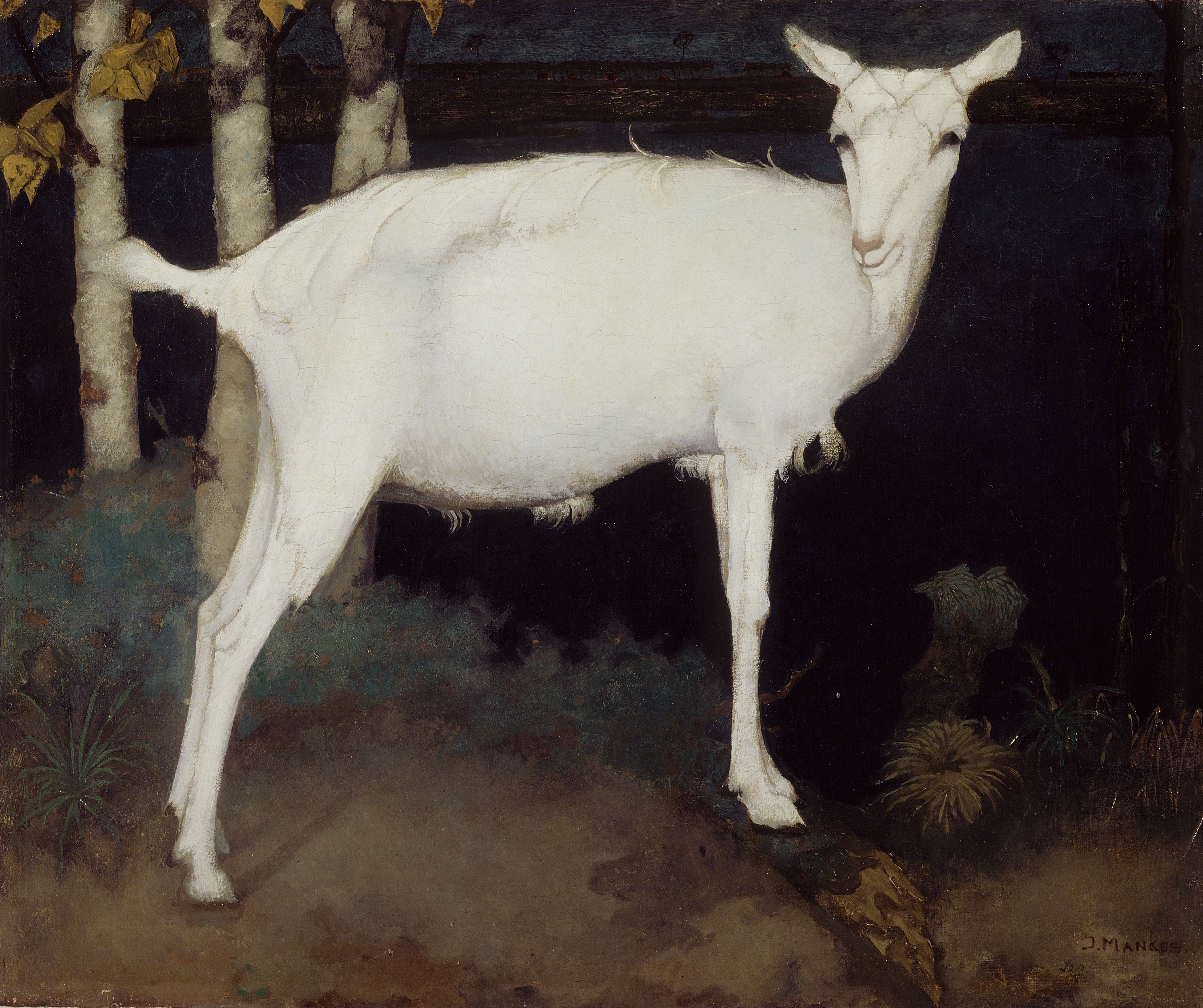
Jeune Chèvre blanche (1914)
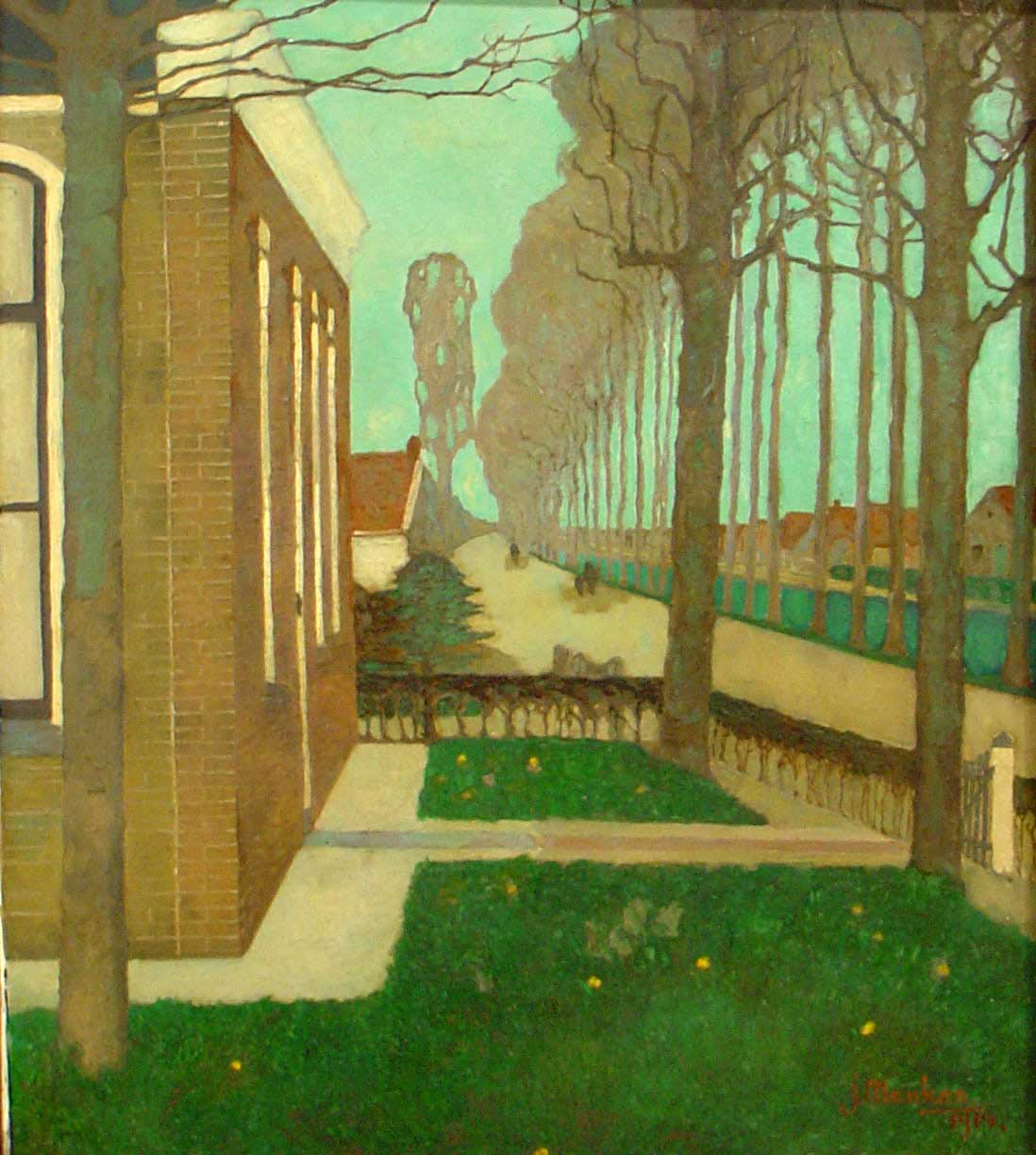
Route le long d'un canal à De Knipe (1914)
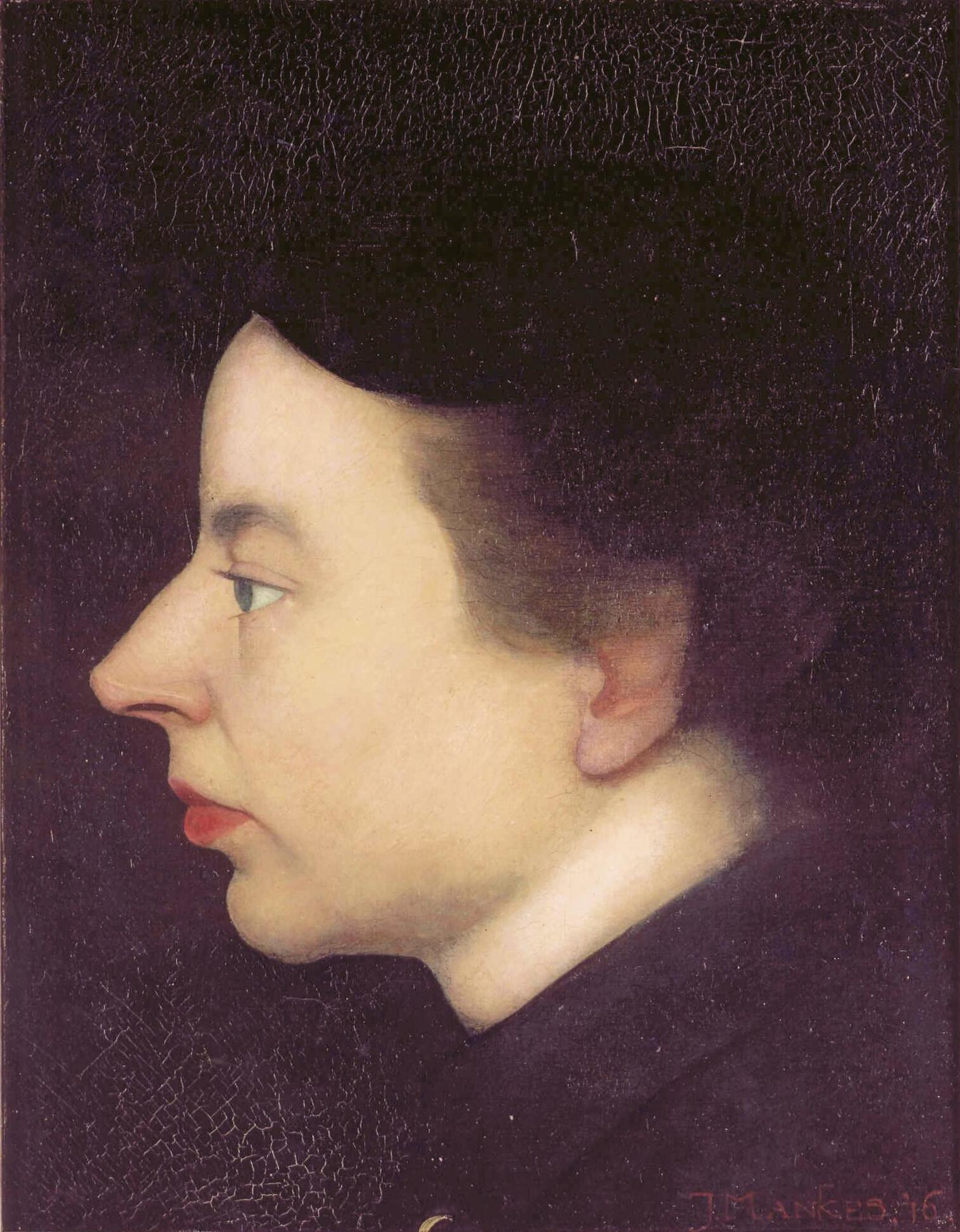
Anne Mankes-Zernike (1916)
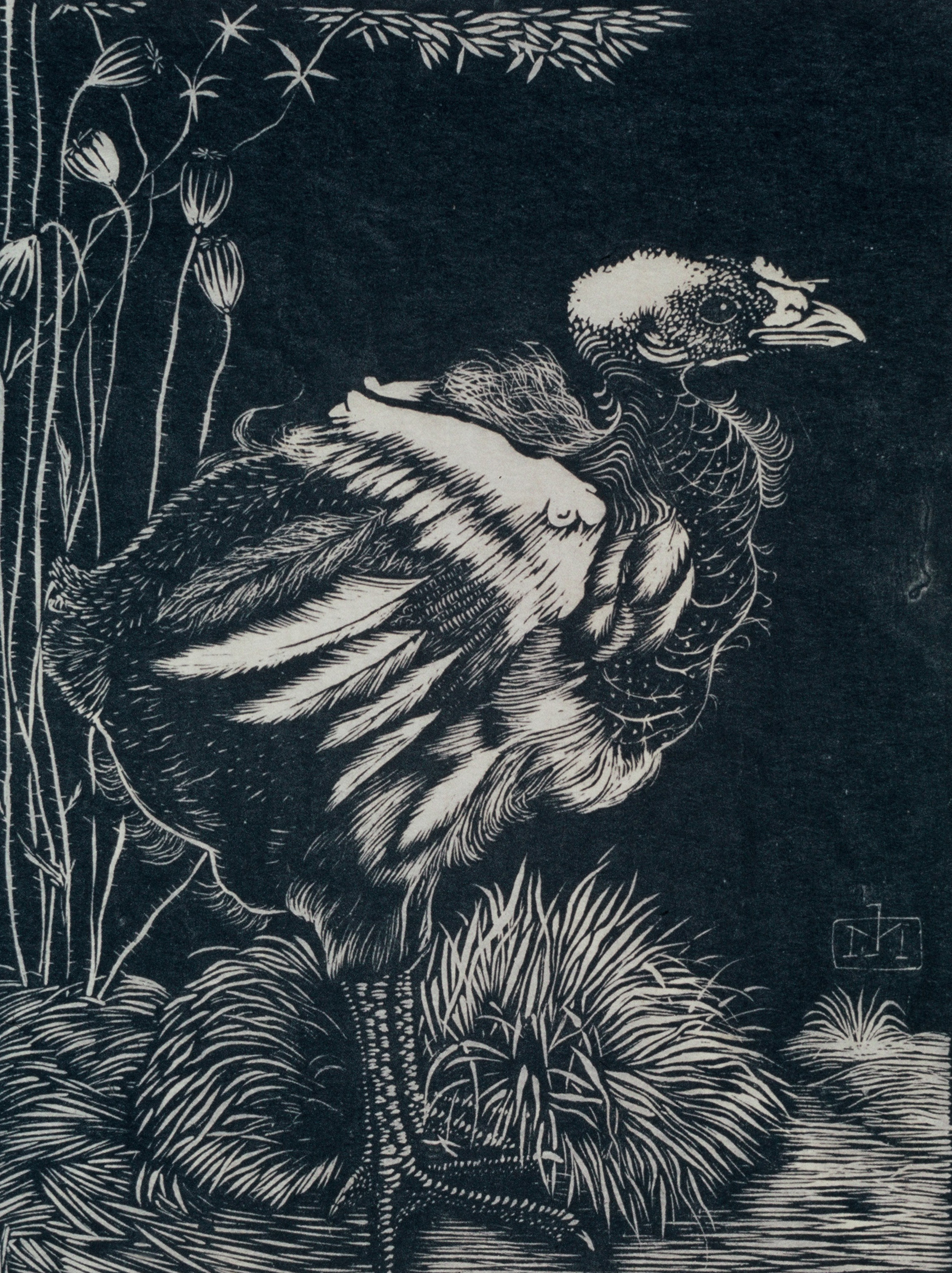
Nestkuiken (1917)